# Poropuntius margarianus
Poropuntius margarianus és una espècie de peix cipriniforme de la família dels ciprínids.

## Morfologia
Els mascles poden assolir els 15,7 cm de longitud total.

## Distribució geogràfica
Es troba a Yunnan (Xina) i Myanmar.